# Jean-Paul Daniélou
Jean-Paul Daniélou est un homme politique français né le 4 décembre 1808 à Port-Louis (Morbihan) et décédé le 10 mai 1857 à Guer (Morbihan).
Secrétaire de François-René de Chateaubriand, il enseigne ensuite les mathématiques et la physique au petit séminaire de Sainte-Anne-d'Auray. Devenu prêtre, il est en poste à Réminiac et à Guer. Il est député du Morbihan de 1848 à 1849, siégeant à droite, avec les monarchistes légitimistes.

## Sources
- « Jean-Paul Daniélou », dans Adolphe Robert et Gaston Cougny, Dictionnaire des parlementaires français, Edgar Bourloton, 1889-1891 [détail de l’édition]
- Sa fiche sur le site de l'Assemblée nationale